# Colonização italiana da América

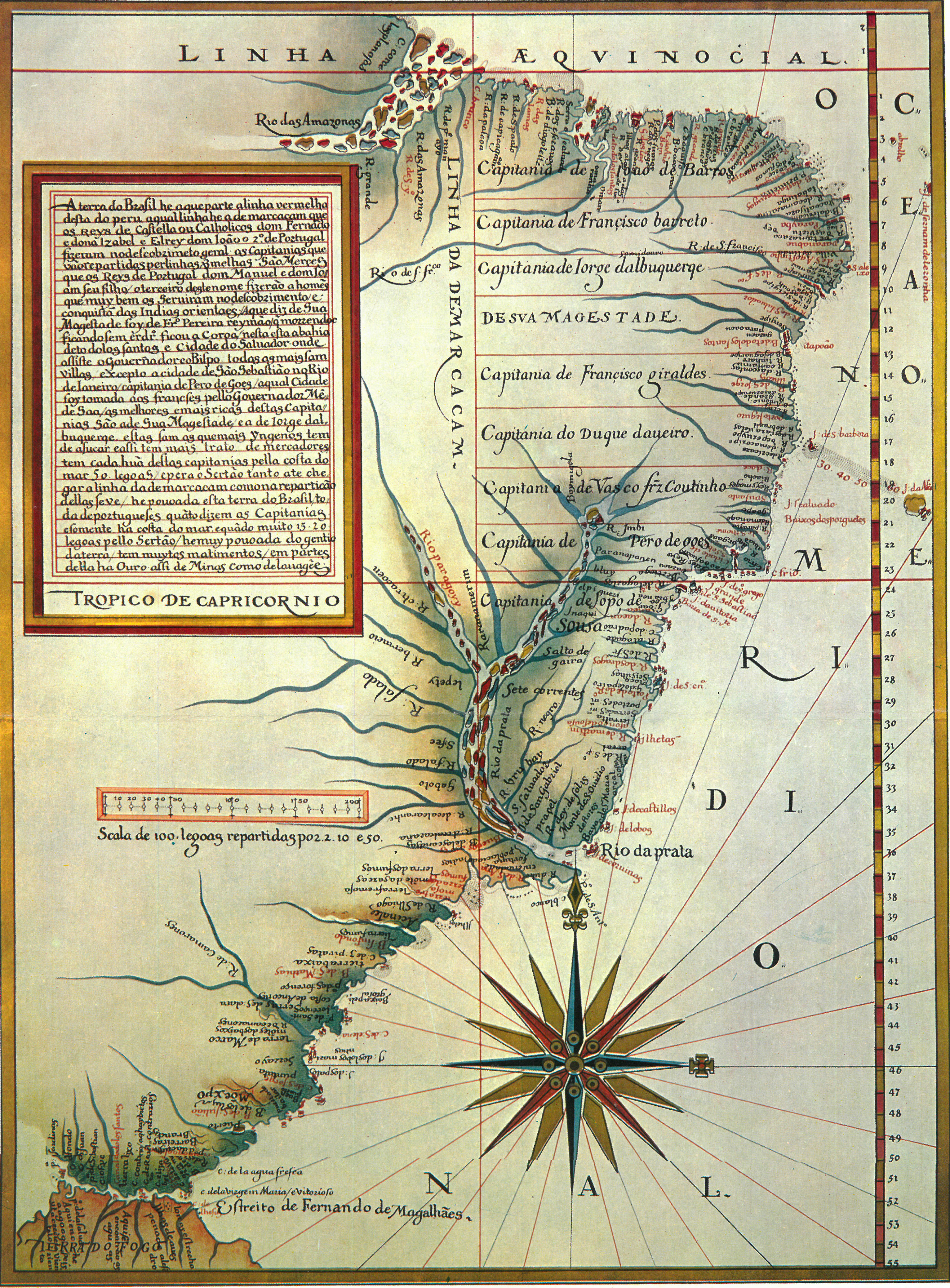
Fernando I da Toscana quis colonizar um pequeno território ao norte do delta do Rio Amazonas, entre as possessões espanholas e portuguesas (mapa de 1574).

A Colonização italiana da América foi parecida com a alemã e esteve relacionada à tentativa colonizadora de Fernando I, Grão-Duque da Toscana, em 1608 no norte do Brasil, comandados pelo capitão Robert Thornton.

## História
O Grão-Duque Fernando I de Médici fez a única tentativa Italiana de criar colônias na América.
Para esse objetivo, o Grão-Duque organizou em 1608 uma expedição até o norte do Brasil, sob o comando do capitão inglês Thornton e com a supervisão de Sir Robert Dudley. A razão principal era desenvolver o comércio de madeira preciosa desde o Amazonas até a Itália do Renascimento, criando uma base colonial entre as possessões espanholas e portuguesas no norte atlântico da América do Sul.
Nei primi anni del Seicento Ferdinando I di Toscana valuta la possibilità di una colonia brasiliana.(Nos primeiros anos do século XVII Fernando I de Toscana considera a possibilidade de fazer uma colônia no Brasil.)
Desafortunadamente, Thornton, em seu regresso da viagem preparativa em 1609 (esteve no Rio Amazonas), encontrou morto Fernando I e todo o projeto ficou anulado pelo sucessor Cosmo II.
O galeão "Santa Lucia" usado por Robert Thornton regressou com muita informação e material depois de ter feito escala na Trinidad e estava pronto para regressar à América do Sul com colonos originários de Livorno e Lucca.
Thornton, em sua viagem de quase um ano, estudou também a possibilidade de criar uma pequena colônia comercial na Guiana ou na bacia Amazônica do Brasil, explorando o Rio Amazonas e o Orinoco. O território que queria propor a Fernando I para colonizar era o da atual Guiana Francesa, ao redor de Caiena (que depois foi colonizado pelos franceses em 1630).

## Colônias italianas modernas
Sucessivamente, a partir das primeiras décadas do século XIX, houve "colônias" de italianos em muitas nações latino-americanas, ainda que nunca foram controladas diretamente por autoridades italianas como possessões coloniais.
A primeira "colônia" desse tipo foi tentada pelo ítalo-venezuelano Luigi Castelli, que em 1841 quis criar uma comunidade colonial de toscanos e piemonteses na Venezuela para favorecer a agricultura local. Desafortunadamente o barco naufragou no Mediterrâneo.
Varias dessas "colônias" italianas foram criadas na segunda metade do século XIX especialmente no Uruguai, Argentina, Chile, México, Colômbia, Equador e na Região Sul do Brasil. Em muitas dessas comunidades italianas, entretanto se fala o italiano (ou seus dialetos), como por exemplo em Rafaela da Argentina, Capitan Pastene do Chile, em Chipilo do México ou em Nova Veneza em Santa Catarina (onde se utiliza o Talian brasileiro).
Hoje em dia, graças a esta colonização italiana, na Argentina e Uruguai 50% da população descende de italianos, sendo, percentualmente, as maiores colônias italianas do mundo. Segundo os dados oficiais do Ministero degli Affari Esteri na Venezuela residem 124.133 italianos nascidos na Itália. Com essa cifra, a Venezuela possui a terceira maior comunidade italiana da América Latina; entretanto, os descendentes de italianos nascidos na Venezuela, superam os 900.000 habitantes.
Em 2024, o país com mais descendentes de italianos é o Brasil, somando mais de 30 milhões de descendentes de italianos, na qual 10 a 15 milhões estão concentrados no Estado de São Paulo (estado). 
O aumento exponencial de descendentes de italianos no Brasil aumenta cada vez mais porque os italianos que vieram da Itália no século 19 começaram a povoar o território brasileiro. Por conta disso, os filhos, netos, bisnetos e tataranetos desses italianos são considerados italianos natos, segundo o Jus sanguinis. 
Necessário precisar que nenhuma dessas "colônias" esteve relacionada com as verdadeiras colônias do Império Italiano.